# Greci di Messina
I greci di Messina (Έλληνες της Μεσσήνας in greco), o greco-siculi, sono una comunità linguistica presente nel territorio di Messina, comune italiano capoluogo di provincia in Sicilia. Nel 2012 Messina è stata riconosciuta come "comune di minoranza greca" (Δήμος Ελληνικής Μειονότητας). Nonostante siano stati sollevati dei dubbi sull'autoctonia dell'attuale comunità greca di Messina, essendo essa composta in massima parte da due nuclei formativi: gli ellenofoni originari della Grecia e gli ellenofoni della Calabria meridionale, il terzo nucleo formativo, cioè quello dei greci locali, non è mai venuto meno; si tratta, infatti, di quello storicamente più antico, cioè quello rappresentato dalle poche famiglie sopravvissute all’evento del cataclisma del 1908, come i Pallios (Παλλιός), i Kondaxìs (Κονταξής), gli Stathopoulos (Σταθόπουλος) e i Trombetta. Del resto nella storiografia messinese è ben chiara la distinzione tra Greci paesani (locali) e levantini (provenienti dall'oriente greco). L'ultimo documento scritto da un greco paesano è il codice Mess. Graecus 31, fondo nuovo, del 1771, vergato dal protopapa Giuseppe Vinci.
La continuità dell'elemento greco è testimoniata anche dal persistere di tradizioni di lunga data, come il taglio della Vassilopita, l'anniversario della guerra d'indipendenza greca e la festa religiosa dell'Annunciazione, già festeggiata nei secoli precedenti, allorché veniva portata in processione per le vie della città l'icona di Maria Odigitria. Infine, anche se il neogreco o il romaico sono stati reintrodotti in età molto recente, in città non sono mai spariti scongiuri e formule con evidenti relitti di sostrato dell'idioma ellenico precedentemente parlato in loco.
In città è parlato sia il neogreco dagli immigrati della Grecia sia il grecanico (romaico calabrese) dai calabresi più anziani provenienti dalla Bovesia e residenti a Messina per motivi di studio o di lavoro. 

## Storia

### Generalità
La presenza greca a Messina ha attraversato i secoli sena soluzione di continuità e non è venuta meno neppure col terremoto del 1908. La città di Messina ha visto nel suo territorio e nella sua storia, complessa ed articolata, la grecità locale e quella levantina camminare insieme e condividere gli eventi di alcune epoche; le sorti sono state diverse, perché la grecità locale si è in buona parte estinta intorno alla prima metà del Seicento, non senza lasciare tracce significati e non senza importanti relazioni con quella levantina, le cui prime tracce risalgono al 1430 circa, dunque un po' prima degli albanofoni di Sicilia e Calabria.

### Età antica

#### Da Zancle a Messana
La presenza di greci nel territorio messinese è ininterrotta a partire dalla metà dell'VIII secolo a.C., periodo in cui venne fondata la città di Zancle, talvolta ritenuta la più antica colonia ellenica di Sicilia.
Studi moderni ipotizzano che la fondazione di Zancle sia avvenuta intorno al 730 a.C., nello stesso periodo in cui venne fondata Naxos, anch'essa sulla costa ionica della Sicilia.

### Età medievale

#### Periodo bizantino

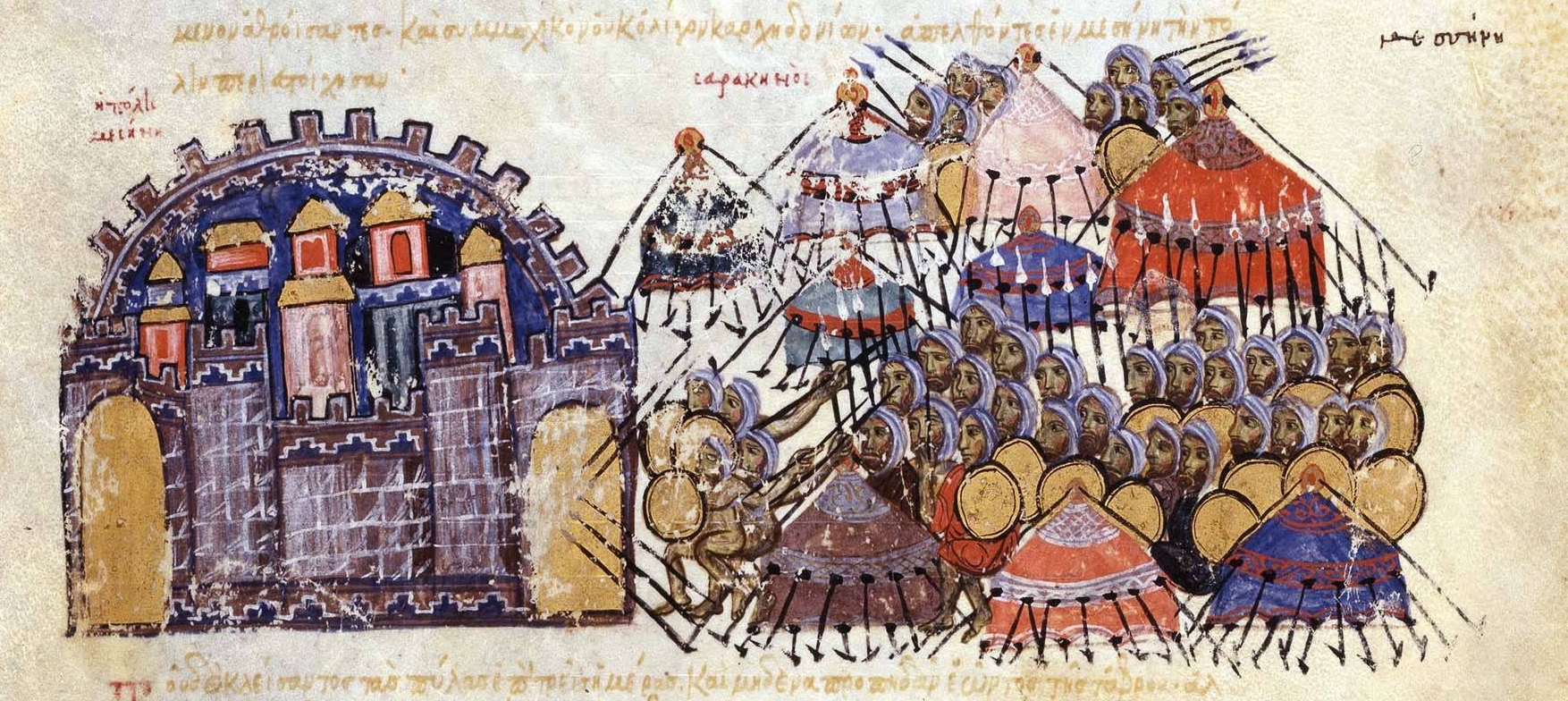
L'assedio di Messina da parte dei musulmani nel 1040

Fonti storiche greche medievali attestano una massiccia immigrazione a partire dal VII secolo da parte di greci spartani, detti Lacedemoni, da cui deriverebbe il coronimo Val Demone che fino al XVIII secolo designò il territorio dell'attuale provincia di Messina.
L'elemento greco si rafforzò ancor più proprio durante il periodo bizantino, quando nella Sicilia orientale vennero fondati numerosi ricchi monasteri, in cui continuò a fiorire la letteratura religiosa in lingua greca.

#### Periodo islamico
La presenza greca a Messina e nel territorio circostante sopravvisse alla grande invasione islamica dell'isola: le ultime città a cadere in mano ai musulmani furono Taormina e Rometta.
La cuspide messinese costituì il cuore della grecità siciliana, come dimostrano anche i toponimi e i cognomi d'origine greca presenti nella città peloritana e in provincia.

### Età moderna

#### La diaspora greco-bizantina
La caduta di Costantinopoli contribuì notevolmente alla diaspora dei greci (ovvero gli orientali a-latini) in tutta l'Europa cristiana, in particolare verso quei centri dell'Italia in cui, grazie al consenso del Papa, i 'greci' avrebbero potuto disporre di privilegi di casamenti e chiese: le principali comunità diasporiche furono quelle di Barletta, Livorno, Messina, Napoli, Roma e Venezia.

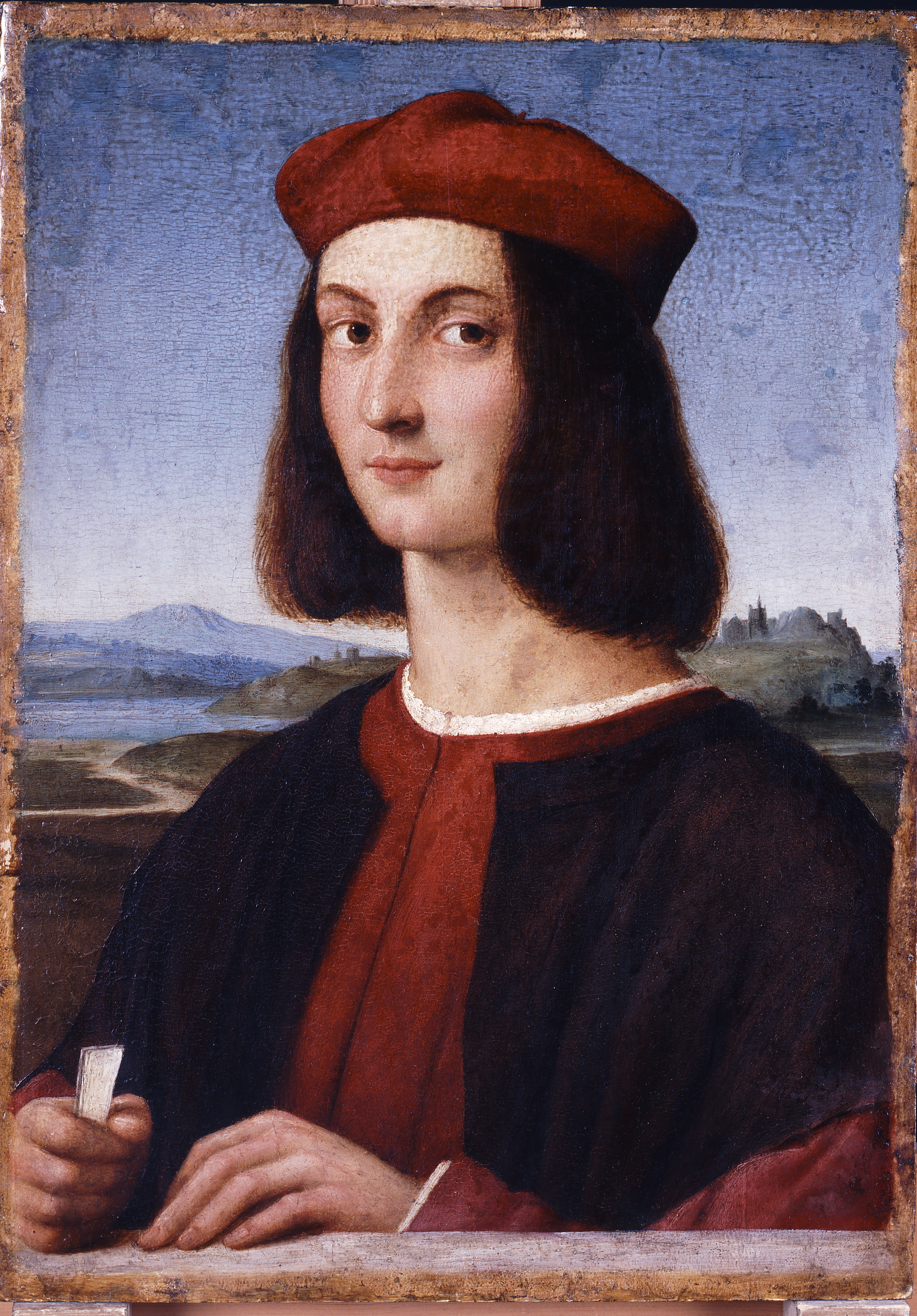
Il futuro cardinale Pietro Bembo, umanista veneziano, studiò greco a Messina dal 1492 al 1494

Questo fenomeno provocò una vera e propria fuga di cervelli dai territori dell'ex impero bizantino verso l'Italia e il resto d'Europa: alla fine del XV secolo fu istituita a Messina la cattedra di lingua greca, diretta dal filologo e umanista Costantino Lascaris, maestro di personalità come Pietro Bembo, Angelo Gabriele, Urbano Bolzanio, Francesco Maurolico e Ippolita Maria Sforza, a cui dedicò la sua Grammatica, il primo libro interamente in greco stampato in Occidente.
Anche il XVI secolo fu caratterizzato da continui flussi migratori dalla Grecia: tra il 1533 e il 1534 vi fu un notevole flusso migratorio da parte di abitanti di Corone, cittadina greca del Peloponneso finita in mano agli invasori ottomani; l'accrescere della comunità greca e la politica di protezione spagnola e pontificia fecero sì che venisse concessa la chiesa di Santa Maria degli Innocenti a un sacerdote greco.
Il luogo di culto venne dedicato a san Nicola di Mira, di cui venne posta un'icona all'interno della chiesa, per tal motivo ribattezzata "chiesa di San Nicola dei Greci"; all'icona del santo furono affiancate quelle della Madonna Odigitria e molte altre portate durante la fuga dalla Morea.

#### L'Universitas Graecorum
Nello stesso periodo fu istituita una φρατρία (phratria) per gestire la chiesa di rito greco e la locale Universitas Graecorum, costituita probabilmente nel 1535 e garantita dal re di Spagna e dal Papa: la città dello Stretto divenne una sicura meta per migliaia orientali di rito greco che, lasciando la propria patria in seguito all'invasione ottomana, migravano in Italia nei territori del regno d'Aragona, e quindi anche in Sicilia..
In ambito religioso, i seguaci del rito greco a Messina vivevano nel pieno godimento di privilegi civili e religiosi, seppure i vescovi romani locali fossero perplessi per l'ospitalità concessa agli "scismatici".

### Età contemporanea

#### Re Giorgio I a Messina
Gorghi dell'Emo e al vocale Eurota,

dalle catene indegnamente stanchi,

tutti volgiamo a Te supplice nota!

Quanto perdemmo, quanto ancor ci manchi

Niuna piaga di Grecia, o Re t'è ignota,

Re dei liberi Elleni, o giovinetto,

ti sia trono ed altare il nostro affetto!
Redentor della Grecia, or tu sarai

Pari all'Arcangiol che ti sta vicino:

le antiche bende sul suo crin porrai,

Libero Prence, e ti farai divino,

dell'antico splendor la vestirai,

come l'ora del dì schiude il mattino:

cinta del fior di libertà le chiome

La Grecia unita non avrà che un nome!
L'ellena croce apparirà più bella

Simbol di gloria un giorno, or di riscatto:

di Giorgio il nome, come nuova stella,

sarà dei nuovi cittadini il patto!

Non più schiomata e lagrimosa ancella,

sorriderà sublimemente a un tratto

Grecia, che presso all'are sue ti dona

I suoi fasti, il suo nome, e la corona!»
(Felice Bisazza, 1863)
Nell'ottobre 1863, giungendo da Tolosa nel corso di una crociera, fece visita alla città di Messina il diciottenne Giorgio I, nuovo re di Grecia.
Il sovrano trascorse un intero pomeriggio nella città dello Stretto, passeggiando, scortato, tra i luoghi cittadini più ragguardevoli; da lì, in seguito, riprese la navigazione per il Pireo.
Segnalò il settimanale messinese Don Marzio che
(Don Marzio, anno III, n. 74, 29 ottobre 1863, pp. 3-4)
Nell'occasione, il poeta Felice Bisazza realizzò un componimento dedicato al giovane sovrano greco, intitolato A Giorgio I re di Ellene. I Greci.

#### La legge sulle chiese "greche"
(LEGGE 13 LUGLIO 1877, N. 3942. - COLLA QUALE SONO RIVOCATI ALCUNI PROVVEDIMENTI DEL CESSATO GOVERNO DELLE DUE SICILIE RELATIVI ALLA CHIESA E CONFRATERNITA DEI NAZIONALI GRECI IN NAPOLI - art. 3)
Con la legge del Regno d'Italia n. 3942 del 13 luglio 1877 furono sanciti i diritti delle chiese di rito greco di Messina. Quest'ultima era in stretta relazione con la comunità greco-cattolica di Napoli e partecipava attivamente alla vita sociale, civile e culturale della città: in via Garibaldi vi era il Caffè Greco, con la propria insegna in caratteri greci, e un sindaco, Mauromati, era di famiglia greca.

#### Il terremoto del 1908
Il terremoto del 28 dicembre 1908 fece scomparire quasi del tutto la comunità di rito greco-bizantino: alla sciagura sopravvissero alcune famiglie ancora presenti in città, come i Pallios (Παλλιός), i Kondaxìs (Κονταξής) e gli Stathopoulos (Σταθόπουλος).
Dagli anni '70 a Messina si sono trasferiti studenti dallo Stato greco che, successivamente, restarono definitivamente nella città siciliana.

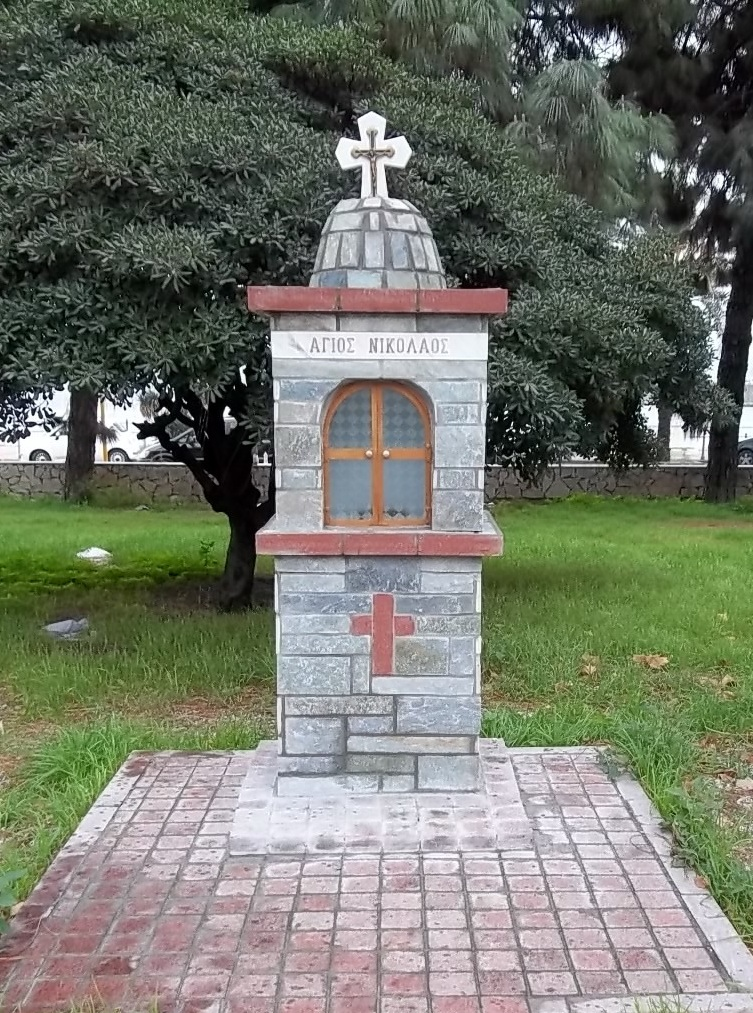
Edicola commemorativa della chiesa di San Nicola dei Greci

L'arcivescovo di Messina mantiene ancora il titolo di archimandrita del Santissimo Salvatore, il cui nome deriva dall'omonimo cenobio del monachesimo italo-greco in Sicilia, un tempo sito sulla penisola di San Raineri.
Il 4 agosto 2012 è stata inaugurata un'edicoletta votiva nel luogo dove sorgeva la chiesa greco-cattolica di San Nicola detta "dei Greci", distrutta dal terremoto del 1908; nell'occasione sono state commemorate le figure di due preti messinesi, uno cattolico e l'altro ortodosso, vittime del terremoto e successivamente seppelliti in una fossa comune.
Il tempietto è in architettura bizantina ed è corredato da una didascalia trilingue.

## Società

### Evoluzione demografica
Nel 1533-34 la comunità di rito greco di Messina aumentò di numero grazie all'esodo di fuggiaschi peloponnesiaci, specialmente da Corone. Un secolo dopo vi fu un ulteriore incremento dovuto all'arrivo (o al ritorno) di gente sempre di rito orientale, in buona parte proveniente dalle isole occupate dagli ottomani.
L'attuale comunità greca messinese conterebbe circa 500 persone, ma si tratta di una stima riduttiva che, ad oggi, non tiene ancora conto dei matrimoni e dei ricongiungimenti che sono avvenuti nel corso degli ultimi anni, inoltre buona parte dei figli di persone autoctone sposate recentemente con greci o calabro-greci sono stati educati nel mantenimento e continuazione della cultura greca e delle tradizioni di vecchia data.

### Religione
La comunità greca di Messina professa la religione cristiana, sia cattolico che ortodosso. Nel 2012 è stata concessa al rito greco-cattolico la chiesa dei Santi Cosma e Damiano, nuova sede della Parrocchia di Santa Maria del Graffeo.
Nel 1418 vi erano in città 50 chiese di rito greco-cattolico (rette da soli 9 preti) e fino al 1783 ve ne erano ancora almeno 20, escludendo dal novero quelle presenti nei casali.
L'arcivescovo di Messina mantiene ancora il titolo di archimandrita, il cui nome deriva dall'omonimo cenobio del monachesimo italo-greco in Sicilia.
La bolla apostolica di papa Innocenzo VIII del 1484 cita i seguenti 28 edifici religiosi di rito greco a Messina:
- S. Maria del Grafeo
- S. Pietro alla Zecca
- S. Giorgio
- S. Domenica
- S. Nicolò di Galterio
- S. Anastasio
- S. Agata
- S. Giovanni
- Tutti i Santi
- S. Ippolito
- S. Maria degli Scolari o del Dromo
- S. Bartolomeo
- S. Pelagia
- S. Basilio

- S. Pancrazio
- S. Nicolò la Montagna
- S. Marina
- S. Silvestro
- S. Teodoro
- S. Pantaleone
- SS. Trinità
- SS. Costantino e Elena
- SS. Quaranta Martiri
- S. Maria di Goffredo chiamata l'Agonia nel quartiere della Grecìa
- S. Stefano in Campo Santo (extra moenia)
- S. Lucia in Terranova delle Moselle (extra moenia)
- S. Martino (extra moenia)
- S. Biagio Martire (extra moenia)

Il primo patrono della città fu San Nicola di Mira, successivamente sostituito dai Normanni con la Madonna della Lettera: il culto del santo, tuttavia, è ampiamente diffuso in tutto il territorio della Val Demone.
Confraternite:
- San Nicola
- Santa Marina
- Disciplinati

### Tradizioni e folclore

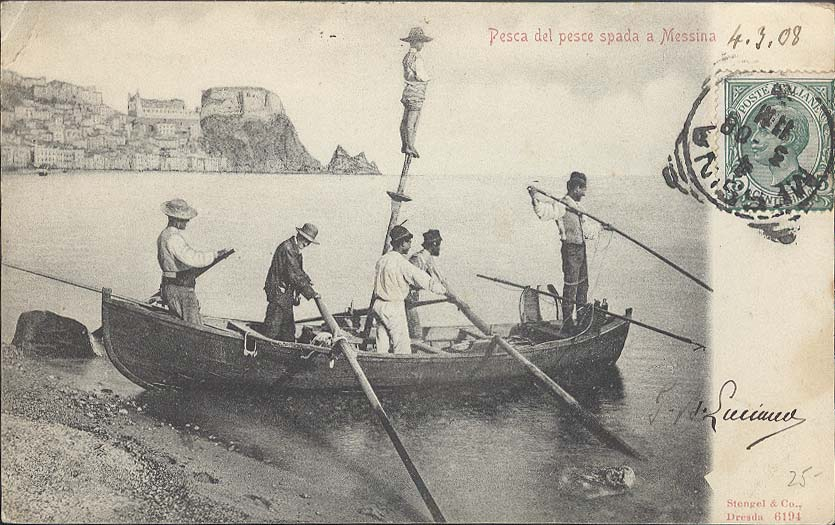
La tradizionale pesca del pesce spada a Messina

Antichi rituali e proverbi di chiara matrice greca risuonano ancora all'interno della città di Messina, permeata di grecità anche in ambito folcloristico.
Si narra, ad esempio, che nella tradizionale pesca al pesce spada, che da aprile a ottobre attraversa lo stretto di Messina, il momento di silenzio durante il quale il lanciatore scaglia l'arpione per catturare la preda è preceduto da un susseguirsi di urla in un dialetto contaminato da antiche parole di discendenza greca, come manosso, stinghela, manano e mancato.
Fino agli anni sessanta, inoltre, non era raro udire i bambini che, correndo lungo le marine tra Ganzirri e Faro nell'intento di acchiappare le farfalle appena uscite dopo la schiusa, intonavano una sorta di filastrocca magica affinché i parpaglioni si lasciassero catturare abbassando il volo:
(Filastrocca greca-messinese)
Si tratta di una cantilena in cui evidenti elementi greci (γιαλό, έλα) sono commisti a termini siciliani (abbasciati) e italiani ormai disueti (pappaglione).
L'attuale comunità greca mantiene vive, inoltre, tradizioni elleniche di lunga data, come il taglio della Vassilopita di inizio anno o la celebrazione di alcune date importanti, come il 25 marzo, anniversario della guerra d'indipendenza greca nei confronti dell'impero ottomano e festa religiosa dell'Annunciazione, già festeggiata nei secoli precedenti, quando veniva portata in processione per le vie della città l'icona di Maria Odigitria.

### Istituzioni, enti e associazioni

#### Comunità Ellenica dello Stretto
Nel 2003 venne fondata la Comunità Ellenica dello Stretto (CEDS, Ελληνική Κοινότητα του Στενού in greco), con sede a Messina, che riunisce le famiglie greche (o di origini elleniche) residenti nella città peloritana e che si configura come "erede e continuatrice" dell'Universitas Graecorum del XVI secolo.

## Cultura

### Media

#### Stampa
Dal marzo 2012 la Comunità Ellenica dello Stretto pubblica un periodico culturale, o Gialòs (in greco γιαλός significa 'riva del mare'). Si tratta di un periodico trilingue, essendo pubblicato in italiano, neogreco e grecanico.

### Arte

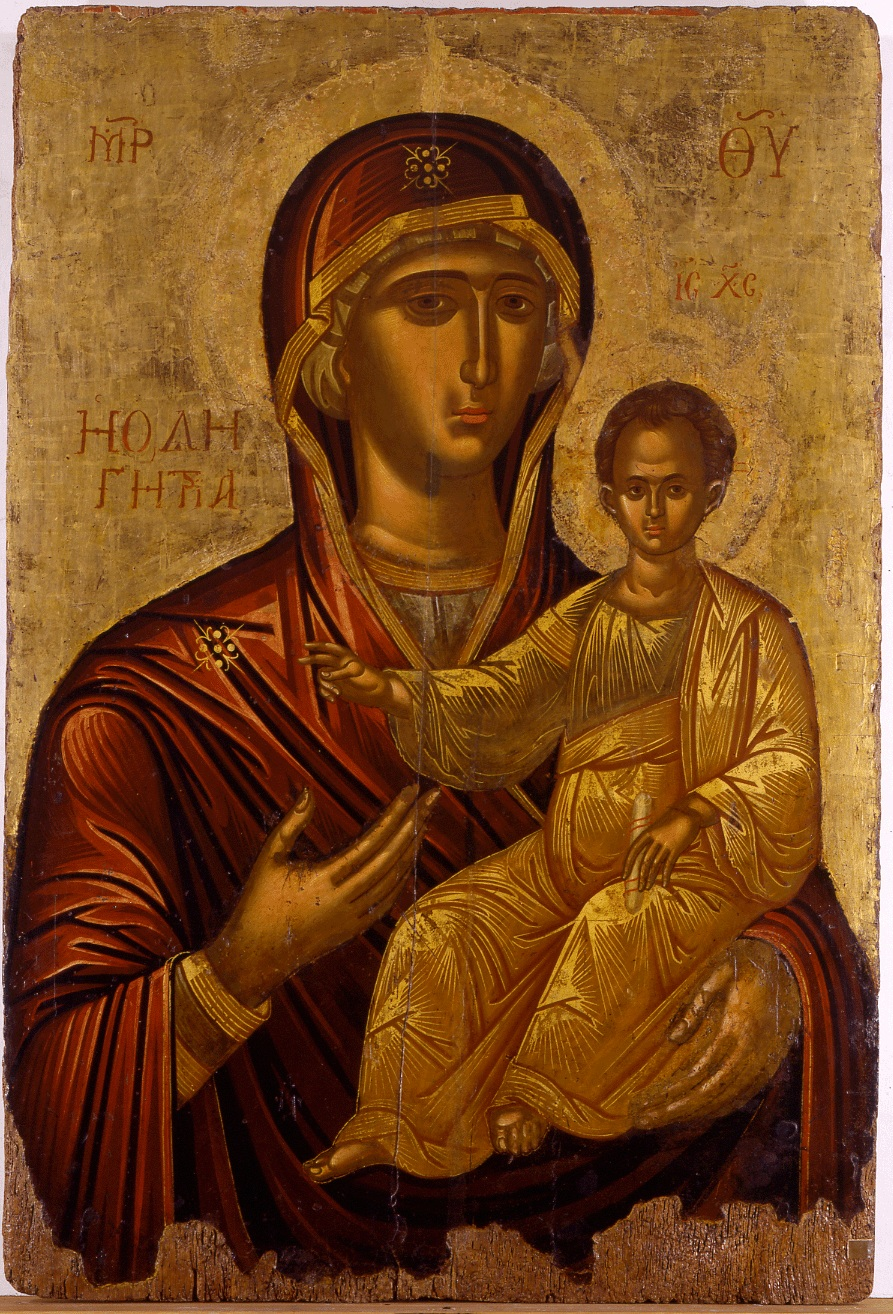
Madonna Odigitria, tempera su legno verosimilmente eseguita dal pittore cretese Michele Damasceno nella seconda metà del XVI secolo per l'iconostasi della chiesa greco-cattolica di Messina

Michele Damasceno operò a Messina dal 1569 al 1573, su commissione del mercante Girolamo Romano, con due giovani di bottega: la città peloritana custodiva almeno tre icone principali di Damasceno, oggi esposte ad Atene.
Nel 1912 le 43 icone della chiesa greco-cattolica di San Nicola detta "dei Greci", datate tra il 1600 e il 1800, furono sottratte a Messina e portate ad Atene da una nave da guerra greca intervenuta per prestare soccorso ai terremotati dello Stretto e dal 1916, dopo un periodo di sosta in un deposito di navi da guerra sull'isola di Salamina, sono esposte presso il museo bizantino e cristiano della capitale greca.

## Geografia antropica

### Suddivisioni storiche
Dal periodo bizantino fino almeno alla fine del Quattrocento la comunità di rito greco di Messina risiedeva soprattutto in un quartiere a ridosso del porto, nella città vecchia, detto appunto Grecìa:
(Fonte)
Dal XVI secolo in poi la popolazione si trasferisce nell'area intra moenia del borgo San Giovanni: la cinquecentesca universitas Graecorum non viveva all'interno di un solo quartiere, ma si era ben integreata nel tessuto urbano in simbiosi con la popolazione locale.
Fino al 1908, nei pressi di piazza Unità d'Italia (dove oggi sorge il palazzo della Prefettura) vi era una via denominata strada dei Greci (ovvero degli orientali, appartenenti al rito greco-bizantino).